# Libro Becerro del Monasterio de Santa María de la Oliva
El «Libro Becerro» del monasterio de Santa María de la Oliva es un códice en pergamino conservado en los fondos del Archivo Real y General de Navarra donde se recopilan 101 piezas documentales inéditas fechadas entre 1132 y 1500 pertenecientes al monasterio de la Oliva (Carcastillo, Navarra). Fue objeto de edición crítica y publicación en 1984 cerrando así el conjunto de colecciones y fuentes documentales medievales pertenecientes a grandes instituciones monásticas de Navarra. Tras una inicial, e inconclusa, colección documental del cartulario del monasterio de Fitero realizada por Mariano Arigita Lasa (1900), se habían realizado lo propio del monasterio de Irache por José María Lacarra de Miguel (en 1965, la primera parte, y en 1986, la segundo junto con los índices); en 1978 le tocó el turno a la colección diplomática de Santa María de Roncesvalles, de la mano de María Isabel Ostolaza Elizondo, que se vio secundada poco después, en 1983, porÁngel Martín Duque con la publicación de la documentación inédita del monasterio de Leire.

## Descripción
Aunque no existen datos externos que ayuden a definir el autor y la fecha precisa de su redacción, el propio documento presenta características codicológicas que permiten determinar que fue elaborado por un solo amanuense, «desde principio a fin con una única unidad de criterio, lo que permitió una misma escritura y ordenamiento homogéneo.» Existe la certeza que se elaboró en el propio scriptorium olivense, durante la primera mitad del siglo XVI, ya que otros escritos realizados en la misma época y que sí están fechados, presentan «una gran similitud caligráfica». Sin certeza absoluta, se puede afinar la cronología a la década entre 1526-1536.
Este conjunto uniforme está formado por 14 cuadernillos íntegros con 3 terniones (los cuadernillos 4, 10 y 12) y 11 cuaterniones (el resto). La caligrafía se corresponde con una escritura del tipo bastarda gótica, con influencias humanísticas, que se corresponde con la empleada en las etapas de transición de la primera mitad del siglo XVI.
A esta primera elaboración se añadió bastante más tarde, en 1634, una anexo con nuevos documentos, donaciones reales, (recopilados entre 1631-1634) que conforman un decimoquinto cuadernillo, agregado al final y firmado por Francisco Ximénez de Luna.
La encuadernación actual, probablemente realizada en el siglo XVII tras incorporar el decimoquinto cuadernillo, es de tapas «de pergamino grueso sobre cartón para dar mayor consistencia, presentando doble cerramiento por medio de cintas de cuero que rodean el códice y sirven para enlazar.» Los cuadernillos están «cosidos al lomo mediante cinco nervios».